# Poecilafroneta caudata
Poecilafroneta caudata Blest, 1979 è un ragno appartenente alla famiglia Linyphiidae.
È l'unica specie nota del genere Poecilafroneta.

## Distribuzione
La specie è endemica della Nuova Zelanda.

## Tassonomia
Dal 1979 non sono stati esaminati esemplari, né sono state descritte sottospecie al 2012.